# Yrsa Sigurðardóttir
Vilborg Yrsa Sigurðardóttir (Reikiavik, 24 de agosto de 1963) es una ingeniera civil y escritora de novelas policiales y de literatura infantil islandesa. El personaje central de sus novelas policiales es la abogada Þóra Guðmundsdóttir. Ha escrito también libros para niños y ganó el premio islandés del libro infantil en 2003 con Biobörn.

## Biografía
Yrsa Sigurðardóttir nació el 24 de agosto de 1963 en Reikiavik, Islandia, y finalizó la secundaria en 1983. En 1988, se tituló como ingeniera civil en la Universidad de Islandia y posteriormente obtuvo una maestría en la Universidad de Montreal en 1997. Llegó a ser directora de la empresa de ingeniería Fjarhitun.
Su primera obra publicada fue el libro infantil Þar lágu Danir í því, en 1998, mientras que con Við viljum jólin í júlí (1999) recibió un premio por parte del departamento islandés de la Organización Internacional para el Libro Juvenil, y con Biobörn (2003) ganó el Íslensku barnabókaverðlaunin (Premio islandés de libros infantiles) del mismo año. Los otros dos libros infantiles de Yrsa Sigurðardóttir son Barnapíubófinn, Búkolla og bókarræninginn (2000) y B 10 (2001).
El reconocimiento internacional llegó con la publicación de la novela policíaca Þriðja táknið (El último ritual) en 2005, en donde la abogada islandesa Þóra y el también abogado alemán Matthew intentan descubrir al autor y las causas del misterioso asesinato del joven Harald, lo cual los llevara a investigar la historia de la brujería en la isla. Esta novela, traducida a más de treinta idiomas, se convirtió en un éxito en ventas y fue el comienzo de la serie de la abogada Þóra Guðmundsdóttir. Esta serie consta de cinco novelas; la segunda, Sér grefur gröf (Ladrón de almas, 2006), fue finalista de los Premios Shamus.
Continuadora del boom del noir nórdico islandés iniciado por Arnaldur Indriðason, se diferencia de otros escritores como Viktor Arnar Ingólfsson y Árni Þórarinsson porque, al igual que Stefán Máni, introduce aspectos fantásticos y terroríficos que mezcla con un trasfondo histórico real islandés.
En 2017, se estrenó la película islandesa Entre dos mundos (Ég man þig), dirigida por Óskar Thór Axelsson, protagonizada por Jóhannes Haukur Jóhannesson y Ágústa Eva Erlendsdóttir, basada en la novela Ég man þig (Sé quién eres, 2010), si bien la autora no participó en el guion.
Yrsa está casada, tiene dos hijos y vive en Seltjarnarnes.

### Literatura infantil
- Þar lágu Danir í því (1998)
- Við viljum jólin í júlí (1999)
- Barnapíubófinn, Búkolla og bókarræninginn (2000)
- B 10 (2001)
- Biobörn (2003)

### Novelas policiales

#### Serie Þóra Guðmundsdóttir
- Þriðja táknið (2005), traducción al español de Enrique Bernárdez Sanchís, El último ritual, Madrid, España: 2006, ISBN 978-84-96463-43-1.
- Sér grefur gröf (2006), traducción al español de Enrique Bernárdez Sanchís, Ladrón de almas, Madrid, España: 2007, ISBN 978-84-8365-001-1.
- Aska (2007), traducción al español de Enrique Bernárdez Sanchís, Ceniza, Madrid, España: 2010, ISBN 978-84-8365-116-2.
- Auðnin (2008)
- Horfðu á mig (2009)
- Brakið (2011)

#### Serie Freyja & Huldar
- DNA (2014)
- Sogið (2015)
- Aflausn (2016)
- Gatið (2017)
- Bruðan (2018)

#### Otras novelas
- Ég man þig (2010), traducción al español de Fabio Teixidó Benedí, Sé quién eres, Barcelona, España: 2014, ISBN 978-84-397-2926-6.
- Kuldi (2012), traducción al español de Fabio Teixidó Benedí, Los indeseados, Barcelona, España: 2015, ISBN 978-84-16195-33-6.
- Lygi (2013), traducción al español de Fabio Teixidó Benedí, Mentiras, Barcelona, España: 2017, ISBN 978-84-16195-94-7.